# Christa Panzner
Christa Panzner (* 7. Juni 1948 in Perleberg) ist eine deutsche Malerin.

## Leben und Werk
Die Eltern Christa Panzners waren Bauern in dem Dorf Wüsten-Buchholz, die ihre Tochter religiös erzogen. Einer ihrer Lehrer an der Grundschule weckte das Interesse Christas für Kunst. Sie konnte aber wegen ihrer Herkunft nicht die Erweiterte Oberschule besuchen und ging bis zur 10. Klasse in die Polytechnische Oberschule in Perleberg. Von 1965 bis 1967 absolvierte sie eine Lehre als Malerin. Ein solcher Abschuss in einem Bauberuf war Voraussetzung für die Zulassung zum Studium an der Außenstelle Potsdam der Fachschule für Werbung und Gestaltung Berlin-Oberschöneweide. Von 1967 bis 1970 studierte sie dort. Daneben erwarb sie auf dem zweiten Bildungsweg die Hochschulreife. An der Schule lernte sie ihren späteren Ehemann Peter Panzner kennen. Sie schloss als Ingenieur für Farb- und Oberflächengestaltung im Bauwesen ab und arbeitete dann bis 1972 in Potsdam als Gestalterin. Von 1972 bis 1977 stu-dierte sie bei Fritz Dähn, Dietrich Nosky und Günther Brendel an der Kunsthochschule Berlin-Weißensee Malerei. 1975 erhielt sie von der Schule ein Stipendium für einen Arbeitsaufenthalt in Szypry.
Nach dem Diplom-Abschluss arbeitete sie in Potsdam freischaffend als Malerin, wobei sie in den ersten beiden Jahren als Kandidatin des Verbands Bildender Künstler der DDR staatliche Förderung erhielt.
Christa Panzner schuf vor allem Porträts, Gruppendarstellungen, Landschaften und Stillleben.
Kurz vor dem Ende der DDR zog sie mit ihrem Mann und ihren drei Söhnen nach Kleinmachnow, wo sie ein heruntergekommenes Haus erworben hatten. Dort leitete sie neben ihrer künstlerischen Tätigkeit einen Wochenzirkel für Autodidakten. 1991 war sie maßgeblich am Aufbau der Kunstschule Potsdam beteiligt, in der sie bis zum Eintritt in die Altersrente 2013 Lehrbeauftragte im Fachbereich Malerei und Leiterin internationaler und nationaler Projekte war.
Als nach der deutschen Wiedervereinigung der Alteigentümer Ansprüche auf ihr Haus geltend machte, zogen sie 1992 nach Oehna. Dort richteten sie das leerstehende vormalige Schulgebäude für sich her.
Christa Panzner wurde nun verstärkt kunstpädagogisch aktiv. Sie betrieb ein Malschule, und sie organisierte und leitete in der Region Schüler-Projekte. An der Kreismusikschule Teltow-Fläming unterrichtete sie ab 2008 Schüler im Fach Malen und Zeichnen.
Christa Panzner hatte seit 1976 im In- und Ausland eine große Zahl von Einzelausstellungen und Ausstellungsbeteiligungen und beteiligte sich an Kunstmessen und Pleinairs.
Christa Panzners Sohn Jacob Panzner studierte Literaturwissenschaft und Philosophie und ist in der politischen Bildungsarbeit tätig. Conrad Panzner (* 1979) betätigt sich nach einem Studium der Landschaftsarchitektur als Maler.

## Mitgliedschaften
- 1982 bis 1990: Verband Bildender Künstler der DDR
- seit 1990: Berufsverband Bildender Künstler:innen Brandenburg

## Ehrungen
- 2023: Teltow-Fläming-Preis[1]
- 2023: Brandenburgischer Kunstpreis für Malerei (für das Bild Erschüttertes Kind. 2022, Acryl auf Baumwolle)[2]

## Werke (Auswahl)

### Malerei
- Schwangere (1982, Öl; Potsdam Museum)[3]
- Assoziationen (1983/84, Öl, 100 × 120 cm)[4]
- Zwei Kinder (1983, Öl, 72 × 91 cm)[4]
- Bildnisstudie Bettina von Arnim (1984, Öl, 50 × 60 cm)[5]

### Werke im öffentlichen Raum
- Katzenmusik (1999, Figurengruppe; Bergholz-Rehbrücke, Kindertagesstätte Anne Frank; mit dem Bildhauer Raphael Statt)

## Ausstellungen (unvollständig)

### Einzelausstellungen seit der deutschen Wiedervereinigung
- 2024: Potsdam, Industrie- und Handelskammer („Fügungen“; mit Peter und Conrad Panzner)

### Teilnahme an zentralen und wichtigen regionalen Ausstellungen in der DDR
- 1979, 1981, 1984 und 1989: Potsdam, Bezirkskunstausstellungen
- 1980: Frankfurt/Oder, Sport- und Ausstellungszentrum („Junge Künstler der DDR “)
- 1980: Berlin, Ausstellungszentrum am Fernsehturm („Günther Brendel und seine Schüler“)
- 1981: Potsdam (Kunstausstellung zum X. Parteitag der SED)
- 1987: Potsdam („Impressionen aus der Sowjetunion“)